# Martin Ascúa
Martín Ignacio "Tincho" Ascúa (Paso de los Libres, 17 de noviembre de 1978) es un abogado, docente y político argentino, militante del Partido Justicialista. Se desempeña como intendente de la ciudad de Paso de los Libres, provincia de Corrientes, cargo para el que fue elegido por primera vez en 2017 y reelecto en 2021 con el 50,89% de los votos. Fue proclamado candidato a gobernador de Corrientes para las elecciones del 31 de agosto de 2025, tras sellarse la unidad de las corrientes internas del PJ en el Congreso partidario del 11 de mayo de 2025. Recibió el respaldo de la expresidenta Cristina Fernández de Kirchner durante un acto en Paso de los Libres, donde denunció persecución judicial y mediática contra el peronismo.

## Biografía

### Orígenes y formación
Martín Ignacio Ascúa nació en la ciudad de Paso de los Libres, en la provincia de Corrientes, República Argentina. Realizó sus estudios primarios y secundarios en instituciones educativas de su localidad natal. Posteriormente, ingresó a la Universidad Nacional del Nordeste (UNNE), donde obtuvo el título de abogado. Complementó su formación profesional con capacitaciones en el área de derecho penal, desempeñándose también como profesor en la materia.
Con anterioridad a su desempeño en la función pública, Ascúa ejerció la abogacía de manera independiente, orientando su práctica al derecho municipal y administrativo en la ciudad de Paso de los Libres. Asimismo, ha desarrollado actividades docentes vinculadas a la enseñanza de derecho penal, participando en programas de formación y extensión universitaria organizados por la Facultad de Derecho de la UNNE y otros espacios académicos de la región.

## Intendente de Paso de los Libres

### Primer mandato (2017–2021)
En las elecciones municipales del 8 de octubre de 2017, la fórmula Ascúa–Cuevas por la Alianza Frente Libre Podemos Más, integrada mayoritariamente por el Partido Justicialista, resultó electa intendente de Paso de los Libres, poniendo fin a doce años de gestión radical. Durante este primer mandato, la administración municipal ejecutó más de $2 500 millones en obras de infraestructura vial, sanitaria y de espacios verdes, abarcando pavimentación de calles, renovación de redes cloacales y construcción de plazas y paseos públicos. Asimismo, se concretaron convenios con cuatro universidades nacionales para el dictado de 17 carreras gratuitas, con modalidades de becas parciales y totales que beneficiaron a más de 120 estudiantes del Centro Municipal de Estudios Universitarios y Terciarios.

### Segundo mandato (2021–presente)
Reelecto el 4 de diciembre de 2021 con el 50,89% de los votos, superó al binomio de ECO+Vamos Corrientes que obtuvo el 45,29%. Su campaña enfatizó la renovación institucional y la profundización de políticas sociales y educativas.
En materia sanitaria, la administración municipal brindó 373 430 prestaciones médicas y sanitarias a través de 13 Centros de Atención Primaria de Salud y vacunatorios, consolidando la red de atención primaria en la ciudad. Paralelamente, se implementaron testeos centinela para el control epidemiológico de la COVID-19 en coordinación con el Hospital local.
En cuanto a la infraestructura de transporte, gestionó ante el Ministerio de Transporte de la Nación inversiones para la construcción de terminales de ómnibus de larga distancia, bicisendas y paradas seguras en Paso de los Libres. Asimismo, impulsó el programa PROCREAR, articulando la adquisición de terrenos y la construcción de 119 unidades habitacionales para sectores de bajos ingresos.
En el ámbito social y comunitario, coordinó la asistencia para la inscripción a la segunda etapa del programa Mi Pieza, beneficiando a 40 mujeres y ampliando el plazo de inscripción hasta enero de 2022.

### Rol en el PJ y proyección provincial
Como dirigente del PJ correntino, participó en el proceso de normalización institucional que culminó con el Congreso Provincial del 11 de mayo de 2025, proclamándolo candidato a gobernador de Corrientes. Mantiene un vínculo estrecho con la conducción nacional del justicialismo y recibió el respaldo público de la expresidenta Cristina Fernández de Kirchner en un acto en Paso de los Libres el 7 de junio de 2025.

## Vida personal
Martín Ascúa reside en la ciudad de Paso de los Libres, Corrientes. Es padre de dos hijas, Camila y Lucía, y su cónyuge, Victoria, quien también reside en la misma localidad.
Además de su desempeño político y profesional, se desempeña como docente de Derecho Penal en programas de extensión y posgrado de la Universidad Nacional del Nordeste (UNNE).